# Кузнецов, Михаил Михайлович (хирург)
Михаил Михайлович Кузнецов (1863—1913) — хирург. Сын М. И. Кузнецова.

## Биография
После окончания медицинского факультета Императорского Харьковского университета был оставлен сначала сверхштатным, а затем штатным ординатором при факультетской хирургической клинике профессора В. Ф. Грубе, а затем (с 1892) — стипендиатом для подготовки к профессорскому званию на той же кафедре. В мае 1895 года после защиты диссертации («К учению об асептическом способе оперирования и лечения ран») был избран приват-доцентом и командирован за границу. В китайскую кампанию был командирован в Маньчжурию и работал старшим хирургом в летучем отряде имени Государыни Императрицы Александры Феодоровны. В январе 1902 года был назначен экстраординарным профессором на кафедре факультетской хирургической клиники Варшавского университета; в феврале 1905 года утверждён ординарным профессором. Также служил врачом-консультантом Варшавского Александринско-Мариинского института.
Умер 7 (20) июня 1913 года.

## Научная деятельность
М. М. Кузнецову, наряду с профессорами М. С. Субботиным и П. И. Дьяконовым, принадлежит большая заслуга в переходе клинической хирургии с антисептических на асептические методы лечения. Уже в 1894 году он привлёк всеобщее внимание, когда вместе с Ю. Р. Пенским опубликовал экспериментальные данные о применении оригинального шва при резекции печени. В числе его работ:
- «О синем нагноении» («Хирургический Вестник», 1888),
- «О лечении ani praeternaturalis» («Хирургический Вестник», 1893),
- «Об артродезе» («Хирургический Вестник», 1894),
- «Sur la resection partielle du foie», в «Revue de chirurgie» (1896),
- «О лечении аневризм вылущиванием их мешка» («Врач», 1898),
- «Артродез — показания, техника и результаты этой операции» (Лет. рус. хир., 1899),
- «К вопросу о лечении брюшной водянки пришиванием большого сальника к передней брюшной стенке» («Врач», 1900),
- «В учению об асептическом способе оперировании и лечения ран» (Харьков, 1904),
- «Ueber die Holzphlegmone des Halses» («Arch. f. Klin. Chirurgie», т. 58),
- «Об оперативном лечении неподвижности нижней челюсти иссечением суставного отростка с перемещением мышечного лоскута» («Врач», 1898),
- «Особая форма острого воспаления кожи (dermatitis bullosa acuta)» («Журнал кожных болезней», 1900),
- «К вопросу о хирургическом лечении заболеваний желчных путей» («Русский Врач», 1905),
- «К вопросу о трепанации при повреждении черепа» («Русский Врач», 1905),
- «О лечении слоновости конечностей клиновидным иссечением мягких частей» («Архив русской хирургии», 1905)
- «Современное положение хирургии желчных путей» (Тр. рус. мед. общ-ва при Варш. ун-те, т. XV, 1906)
- «Венная анестезия профессора Бира как новый способ местного обезболивания при производстве операций» («Русский Врач», 1908),
- «Опухоли каротидной железы и их хирургическое лечение» (Хир. арх. Вельяминова, 1910)